# Мадраманья
Мадраманья — село в Іспанії, у складі автономної спільноти Каталонія, у провінції Жирона. Муніципалітет займає територію 13,7 км2, а населення у 2014 році становило 283 осіб.